# Čemernica (Virovitica)
Pour l’article homonyme, voir Čemernica.
Čemernica est un village croate de la municipalité de Virovitica et situé dans le comitat de Virovitica-Podravina.